# Kody Blois
Pour les articles homonymes, voir Blois.
Kody Blois, né le 17 janvier 1991 à Belnan (en) en Nouvelle-Écosse, est un avocat et homme politique canadien. 
Membre du Parti libéral du Canada, il représente la circonscription de Kings—Hants à la Chambre des communes du Canada depuis 2019.
Il est ministre de l'Agriculture et de l'Agroalimentaire du 14 mars 2025 au 13 mai 2025.

## Biographie
Blois joue au niveau amateur au softball et au hockey sur glace durant son adolescence. Dans ce dernier sport, il atteint les rangs universitaires avec l'Université Brock. En 2019, il devance Meg Cuming et Pauline Raven dans l'investiture libérale dans la circonscription de Kings-Hants pour succéder à Scott Brison en poste depuis plus de deux décennies. Il est élu devant la conservatrice Martha MacQuarrie. Il est de nouveau candidat en 2021 où il doit affronter l'ancien ministre provincial Mark Parent qui se présente sous la bannière conservatrice.
Le 14 mars 2025, il est nommé ministre de l'Agriculture et de l'Agroalimentaire dans le gouvernement dirigé par Mark Carney.